# Jibacoa (Santa Cruz del Norte)
Jibacoa ist ein Fischerdorf in der Provinz Mayabeque auf Kuba. Es liegt in dem Municipio Santa Cruz del Norte an der Mündung des Rio Jibacoa, 60 km östlich von Havanna. Die Siedlung wurde 1756 gegründet.
In den 1990ern wurde der Ort dem All-Inclusive-Tourismus erschlossen und östlich des Dorfes wurden umfangreiche Anlagen errichtet. Dies war eine der ersten ausländischen Investitionen in die kubanische Wirtschaft.